# Leopold II van Lippe
Paul Alexander Leopold (Detmold, 6 november 1796 – aldaar, 1 januari 1851) was van 1802 tot 1851 vorst van Lippe.
Hij werd geboren als zoon van vorst Leopold I en Pauline van Anhalt-Bernburg en verkreeg na de dood van zijn vader op 4 april 1802 de vorstelijke waardigheid. Terwijl zijn moeder als regentes optrad studeerde hij samen met zijn broer Frederik te Göttingen. Op 20 april 1820 trad hij in het huwelijk met Emilie van Schwarzburg-Sondershausen, dochter van vorst Günther Frederik Karel I.
Hij nam op 4 juni van datzelfde jaar de regering van zijn moeder over. Als vorst verbeterde hij het politieapparaat, verlaagde de belastingen en bevorderde het grondbeheer. Hij schonk zijn land in 1836 een constitutie en trad in 1842 toe tot de Zollverein. In het revolutiejaar 1848 wist hij door zijn gematigde houding onlusten grotendeels te voorkomen. Hij sprak zich uit vóór het plan tot keizerskroning van Frederik Willem IV van Pruisen. Na zijn dood op 1 januari 1851 werd hij opgevolgd door zijn zoon Leopold III.

## Kinderen
Leopold en Emilie hadden negen kinderen:
- Paul Frederik Emile Leopold III (1821-1875), vorst van Lippe (1851-1875)
- Christine Louise Augusta Charlotte (1822-1887)
- Günther Frederik Woldemar (1824-1895), vorst van Lippe (1875-1895)
- Marie Caroline Frederika (1825-1897)
- Frederik (1827-1854)
- Emile Herman (1829-1884)
- Karel Alexander (1831-1905), vorst van Lippe (1895-1905)
- Karel (1832-1834)
- Caroline Pauline (1834-1906)